# قسم صوغان الريفي (مقاطعة أرزوئية)
قسم صوغان الريفي (بالفارسية: دهستان صوغان) هي قسم تقع في إيران في كرمان. يقدر عدد سكانها بـ 9,749 نسمة .